# Ausschuss für die Einnahmen der Krone

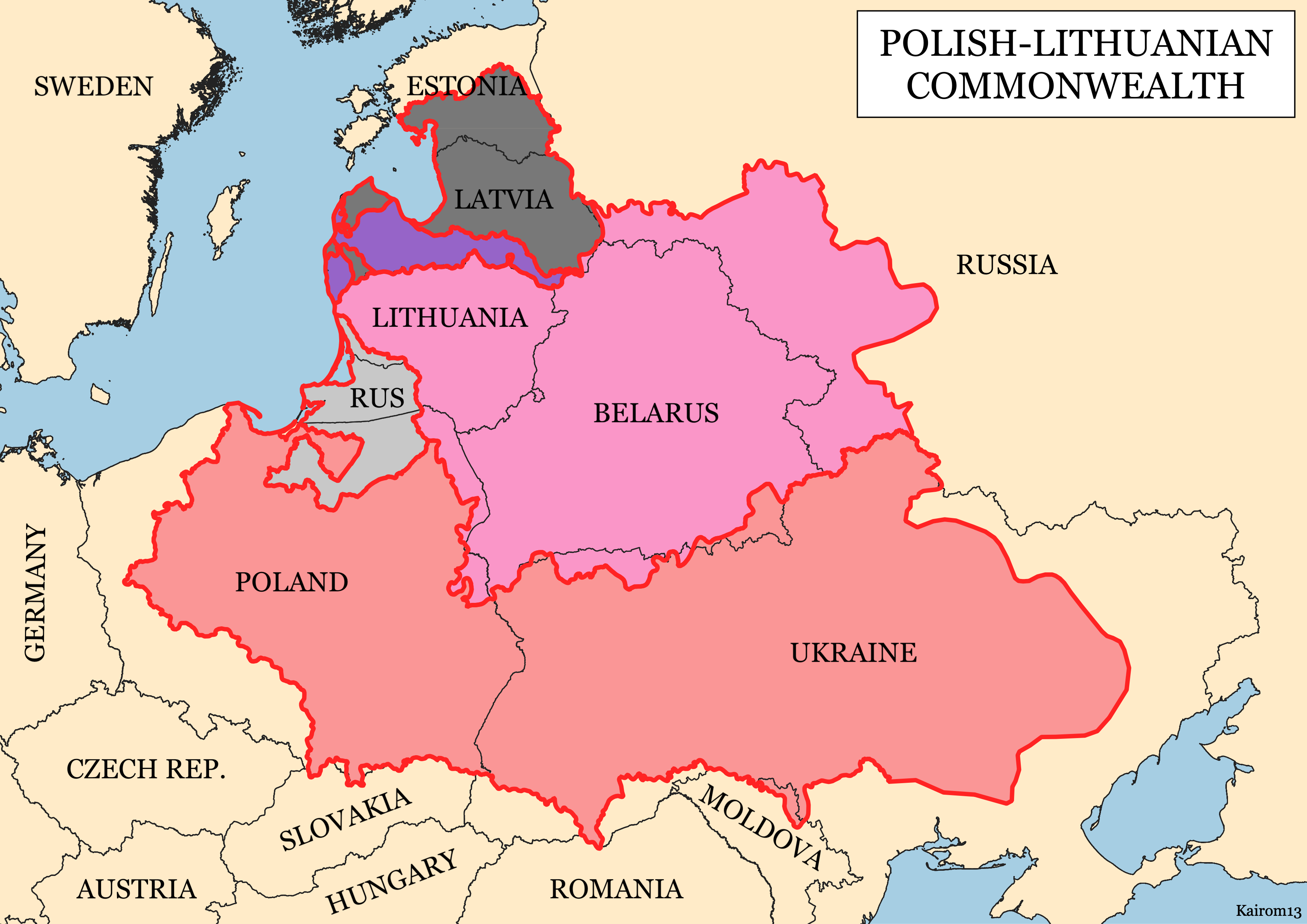
I Rzeczpospolita

Der Ausschuss für die Einnahmen der Krone (poln.: Komisja Skarbowa Koronna) – war ein parlamentarischer Ausschuss des Sejm, der die Einnahmen der  polnischen Krone (poln.: Korona Królestwa Polskiego, Lat.: Corona Regni Poloniae) in der Realunion Polen-Litauens (poln.: I Rzeczpospolita, Lat.: res publica) kontrollieren sollte. Der Ausschuss wurde bei einer Tagung des Sejim am 4. Juni 1764 gegründet und bestand aus 16 (später 9) vom Parlament gewählten Mitgliedern. Der Ausschuss musste jedes Jahr dem Sejm Rechenschaft ablegen. Zuerst übernahm der parlamentarische Ausschuss Kompetenzen des Obersten Schatzmeisters der Krone (poln.: Podskarbi wielki koronny, Lat.: supremus thesaurarius, supremus rei monetariae magister) und die des Schatzmeisters und Gerichtsvollziehers der Krone (poln.: Podskarbi nadworny koronny, Lat.: vicethesaurarius). Später kamen noch Kompetenzen im Bereich Industrieförderung, Handel, Kommunikation und Justiz in Steuersachen hinzu. Der Ständige Rat 1775 teilte ihm noch Aufgaben des Finanzamtes zu. Der Vierjährige Sejm fügte dem Ausschuss am 28. Oktober 1791 noch den Ausschuss für die Einnahmen der Krone des Großherzogtums Litauen (poln.: Komisja Skarbowa Wielkiego Księstwa Litewskiego)  und den Ausschuss auf die Einnahmen Polen-Litauens (poln.: Komisja Skarbowa Rzeczypospolitej Obojga Narodów)  hinzu. Die Konföderation von Targowica löste 1793 das Organ auf.